# Osseointegratie
Osseointegratie is het proces waarbij een implantaat ingroeit in een bot. Meer specifiek wordt hiermee bedoeld dat de botstructuren vast tegen het implantaat aanliggen zonder dat er een tussengroei van fibromateus weefsel is. Dit geeft als voordeel dat er een zeer stevige verankering is zodat er vrij aanzienlijke krachten op het implantaat kunnen worden uitgeoefend. Deze integratie gebeurt enkel bij zeer weefselvriendelijke materialen zoals titanium. Dit proces werd ontdekt in 1958 door de Zweedse professor Per-Ingvar Brånemark.
In de loop van de tijd werden, om meer verankering te krijgen, zowel de structuur van het oppervlak van het implantaat als de vorm ervan veranderd met extra windingen en uitsparingen. Ook werd het implantaat gecoat met onder andere titanium plasma sprayed (TPS) en hydroxyapatiet om de osseointegratie te bevorderen. Ook het proces van de coating zou hierbij een belangrijke rol spelen.